# 迁州 (辽朝)
迁州，中国辽朝时设置的州。
辽圣宗太平十年（1030年）平定大延琳，迁归州民置迁州，治所在迁民县（今河北省秦皇岛市山海关）。属中京道。金太祖天辅七年（1123年）被女真夺得。归德军节度使统辖润州、迁州、隰州。迁州废为镇。